# Bakersfield Condors
I Bakersfield Condors sono una squadra di hockey su ghiaccio dell'American Hockey League con sede nella città di Bakersfield, nello stato della California. Nati nel 2015 sono affiliati agli Edmonton Oilers, squadra della National Hockey League, e disputano i loro incontri casalinghi presso la Rabobank Arena.

## Storia
I Condors sostituirono la formazione omonima che aveva militato nella West Coast Hockey League nel 1995 fino al 2003, anno in cui si iscrisse alla ECHL. La franchigia ECHL dei Condors per lasciare spazio alla squadra AHL si trasferì a Norfolk, in Virginia, dove assunse il nome di Norfolk Admirals.
Il 18 dicembre 2014 gli Oklahoma City Barons e gli Edmonton Oilers si misero d'accordo sulla chiusura della franchigia dei Barons al termine della stagione 2014-15 season, asserendo come motivi alcuni problemi finanziari dei Barons e la volontà degli Oilers di cambiare pagina. Un mese più tardi il 29 gennaio 2015 la AHL annunciò l'acquisizione dei Barons da parte degli Oilers per poter trasferire la franchigia da Oklahoma City a Bakersfield creando una delle cinque franchigie della neonata Pacific Division.
Per due settimane fu indetto un concorso per dare un nome alla franchigia e alla fine il 25 febbraio fu annunciato il nome Condors, in continuità con la franchigia che aveva giocato in città per venti stagioni. Il 2 aprile invece furono presentati il nuovo logo e i colori sociali ispirati a quelli degli Oilers.

### Affiliazioni
Nel corso della loro storia i Bakersfield Condors sono stati affiliati alle seguenti franchigie della National Hockey League:
- Edmonton Oilers: (2015-)

## Record stagione per stagione
| Stagione            | Division | Gare | V  | S  | OTL | SOL | Punti | GF  | GS  | Piazzamento | Play-off |
| ------------------- | -------- | ---- | -- | -- | --- | --- | ----- | --- | --- | ----------- | -------- |
| Bakersfield Condors |          |      |    |    |     |     |       |     |     |             |          |
| 2015-16             | Pacific  | 68   | 31 | 28 | 7   | 2   | 71    | 212 | 222 | 5°          |          |